# Joachim Winkelhock

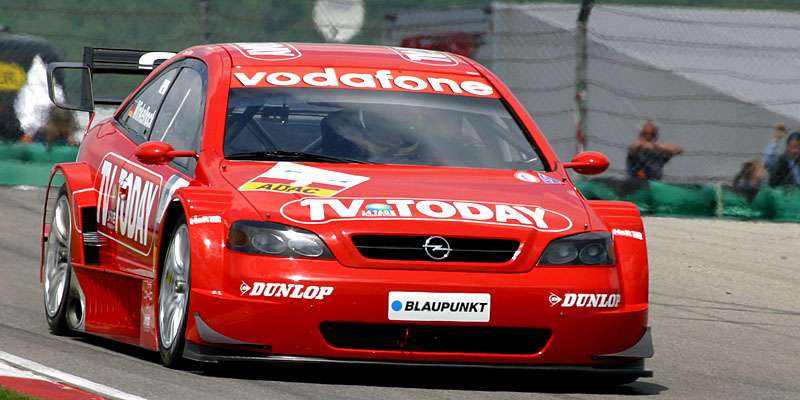
Joachim Winkelhock 2002 im DTM-Opel am Sachsenring

Joachim Michael „Jockel“ Winkelhock (* 24. Oktober 1960 in Waiblingen) ist ein ehemaliger deutscher Automobilrennfahrer. Er ist der jüngere Bruder des 1985 tödlich verunglückten Rennfahrers Manfred Winkelhock, der ältere Bruder von Thomas Winkelhock, sowie der Onkel von Markus Winkelhock.

## Karriere
Joachim Winkelhock fuhr wie sein Neffe Markus Winkelhock zunächst kaum Kart; lediglich ein paar Mal zum reinen Vergnügen. Seine richtige Motorsport-Karriere begann erst 1979 beim Renault-5-Pokal, einem Markenpokal. In den folgenden Jahren stieg Winkelhock über Einsätze in der Formel Ford und der deutschen Formel 3 1989 mit dem französischen Team AGS in die Formel-1-Weltmeisterschaft auf. Mit dem AGS JH23B scheiterte er jedoch stets an der Vorqualifikation und wurde nach dem siebten Rennen durch Yannick Dalmas ersetzt.
1990 wechselte Winkelhock zu BMW und stieg für drei Jahre in die Deutsche Tourenwagen-Meisterschaft (DTM) ein, wo er dreimal siegte. Ab 1993 ging er für BMW bei der britischen Tourenwagen-Meisterschaft an den Start und schloss seine erste Saison mit dem Gesamtsieg ab. Hier erhielt er den Spitznamen Smokin’ Jo.
1995 gewann Winkelhock den Super Tourenwagen Cup auf einem BMW 318i, eingesetzt vom BMW Team Schnitzer (vor dem Zweitplatzierten Peter Kox, dem Drittplatzierten Frank Biela sowie dem Vierten Hans-Joachim Stuck). Er erzielte in dieser Saison 1995 insgesamt sechs Siege (von insgesamt 16 Rennen).
Daneben startete er erfolgreich bei zahlreichen Langstreckenrennen. 1990 und 1991 gewann Winkelhock das 24-Stunden-Rennen auf dem Nürburgring, 1995 das 24-Stunden-Rennen von Spa-Francorchamps und 1999 auf einem BMW V12 LMR das 24-Stunden-Rennen von Le Mans. Mit demselben Wagen konnte er auch Erfolge in der American Le Mans Series einfahren.
Von 2000 bis 2003 war Joachim Winkelhock wieder in der DTM für Opel aktiv, seit 2004 ist er Repräsentant der Marke. Außerdem war Winkelhock TV-Co-Kommentator für das ZDF bei DTM-Übertragungen.
Bis heute ist Joachim Winkelhock Werbeträger und Fahrtrainer für Opel und das Opel Performance Center (OPC).

## Trivia
Sein Spitzname war lange Zeit „Smokin’ Jo“, da er oft nicht nur die Reifen qualmen ließ, sondern auch aufgrund seines damaligen hohen Zigarettenkonsums. Nicht selten rauchte er bis in die Startaufstellung hinein. Beim 24-Stunden-Rennen auf dem Nürburgring 1992 ließ sich Joachim Winkelhock sogar während den zahlreichen Safety-Car-Phasen, die sich teilweise über Stunden hinweg hinzogen, eine brennende Zigarette von einem der Streckenposten ins Auto reichen.

## Statistik

### Le-Mans-Ergebnisse
| Jahr | Team                | Fahrzeug    | Teamkollege       | Teamkollege    | Platzierung | Ausfallgrund |
| ---- | ------------------- | ----------- | ----------------- | -------------- | ----------- | ------------ |
| 1998 | Team BMW Motorsport | BMW V12 LM  | Pierluigi Martini | Johnny Cecotto | Ausfall     | Radlager     |
| 1999 | Team BMW Motorsport | BMW V12 LMR | Pierluigi Martini | Yannick Dalmas | Gesamtsieg  |              |

### Sebring-Ergebnisse
| Jahr | Team           | Fahrzeug    | Teamkollege       | Teamkollege    | Platzierung | Ausfallgrund |
| ---- | -------------- | ----------- | ----------------- | -------------- | ----------- | ------------ |
| 1999 | BMW Motorsport | BMW V12 LMR | Pierluigi Martini | Yannick Dalmas | Ausfall     | Unfall       |

## Auszeichnungen
- ADAC Motorsportler des Jahres 1997